# Soledad García
Pour les articles homonymes, voir García.
Agustina Soledad García  (née le 12 juin 1981 à Córdoba) est une joueuse de hockey sur gazon argentine.

## Carrière
Avec l'équipe d'Argentine de hockey sur gazon féminin, elle est médaillée d'argent aux Jeux olympiques d'été de 2000 et médaillée de bronze aux Jeux olympiques d'été de 2004 et aux Jeux olympiques d'été de 2008. Elle remporte aussi la Coupe du monde en 2002 et 2010.